# Фергусон (Мисури)
Фергусон (енгл. Ferguson) град је у америчкој савезној држави Мисури.

## Демографија
По попису из 2010. године број становника је 21.203, што је 1.203 (-5,4%) становника мање него 2000. године.
| Група             | 2000.          | 2010.          |
| Белци             | 9.903 (44,2%)  | 6.093 (28,7%)  |
| Афроамериканци    | 11.743 (52,4%) | 14.297 (67,4%) |
| Азијати           | 150 (0,7%)     | 103 (0,5%)     |
| Хиспаноамериканци | 228 (1,0%)     | 260 (1,2%)     |
| Укупно            | 22.406         | 21.203         |